# 真砂町 (静岡市)
真砂町（まさごちょう）は、静岡市清水区の地名。丁番を持たない単独町名である。住居表示は実施済み。

## 地理
北で辻、東で島崎町、西で江尻東に隣接する。
清水駅西口のロータリー南側に広がる清水駅前銀座商店街を取り囲むような町域である。

## 歴史

### 町名の由来
昔は浜辺であり細かい砂が多かったことにちなむ瑞祥町名と推測されているが、定かではない。

### 沿革
- 1889年（明治22年）2月1日 - 江尻駅が官設鉄道（現在の東海道本線）において、 国府津 - 静岡間開通時に開業。
- 1924年（大正13年）
  - 1月31日 - 江尻町・辻町が安倍郡入江町に編入し、同日に廃止。
  - 2月11日 - 入江町が、清水町、不二見村、三保村と合併して清水市が発足。
- 1939年（昭和14年）7月1日 - 辻の一部より真砂町が分割され新設。この時、 大和町・末広町・中浜町も辻の一部より分割され新設。
- 1959年（昭和34年） - 戦後の闇市から発展した商店街、「清水駅前銀座」が発足。
- 1967年（昭和42年） - 駅前銀座に初代のアーケードが完成。
- 1972年（昭和47年）11月1日 - 真砂町が中浜町（一部）・大和町（一部）・末広町（一部）を編入して住居表示化。
- 2003年（平成15年）4月1日 - 清水市が静岡市と合併し、改めて静岡市が発足。真砂町は「清水真砂町」に改称。
- 2005年（平成17年）4月1日 - 静岡市が政令指定都市に移行し、旧町域は清水区となる。清水真砂町は「真砂町」に改称。

## 世帯数と人口
2021年（令和3年）9月30日現在の世帯数と人口は以下の通りである。
| 大字   | 世帯数  | 人口  |
| ------ | ------- | ----- |
| 真砂町 | 266世帯 | 481人 |

## 小・中学校の学区
市立小・中学校に通う場合、学区は以下の通りとなる。
| 番・番地等 | 小学校                 | 中学校                 |
| ---------- | ---------------------- | ---------------------- |
| 全域       | 静岡市立清水江尻小学校 | 静岡市立清水第一中学校 |

## 交通

### 鉄道
- 東海道本線 - 清水駅

### バス
- 町内にバス停はない。最寄駅はしずてつジャストラインの「中浜町」停留所や「清水駅」停留所など。

### 道路
- 国道149号

## 施設
- 清水駅前銀座商店街
- 精華学園高等学校 清水校
- ラピスコライユ（結婚式場）